# دوري كرة القدم الأمريكية 1937–38
دوري كرة القدم الأمريكية 1937–38 هو موسم من دوري كرة القدم الأمريكية ‏. فاز فيه Kearny Scots ‏.